# Giải phẫu người

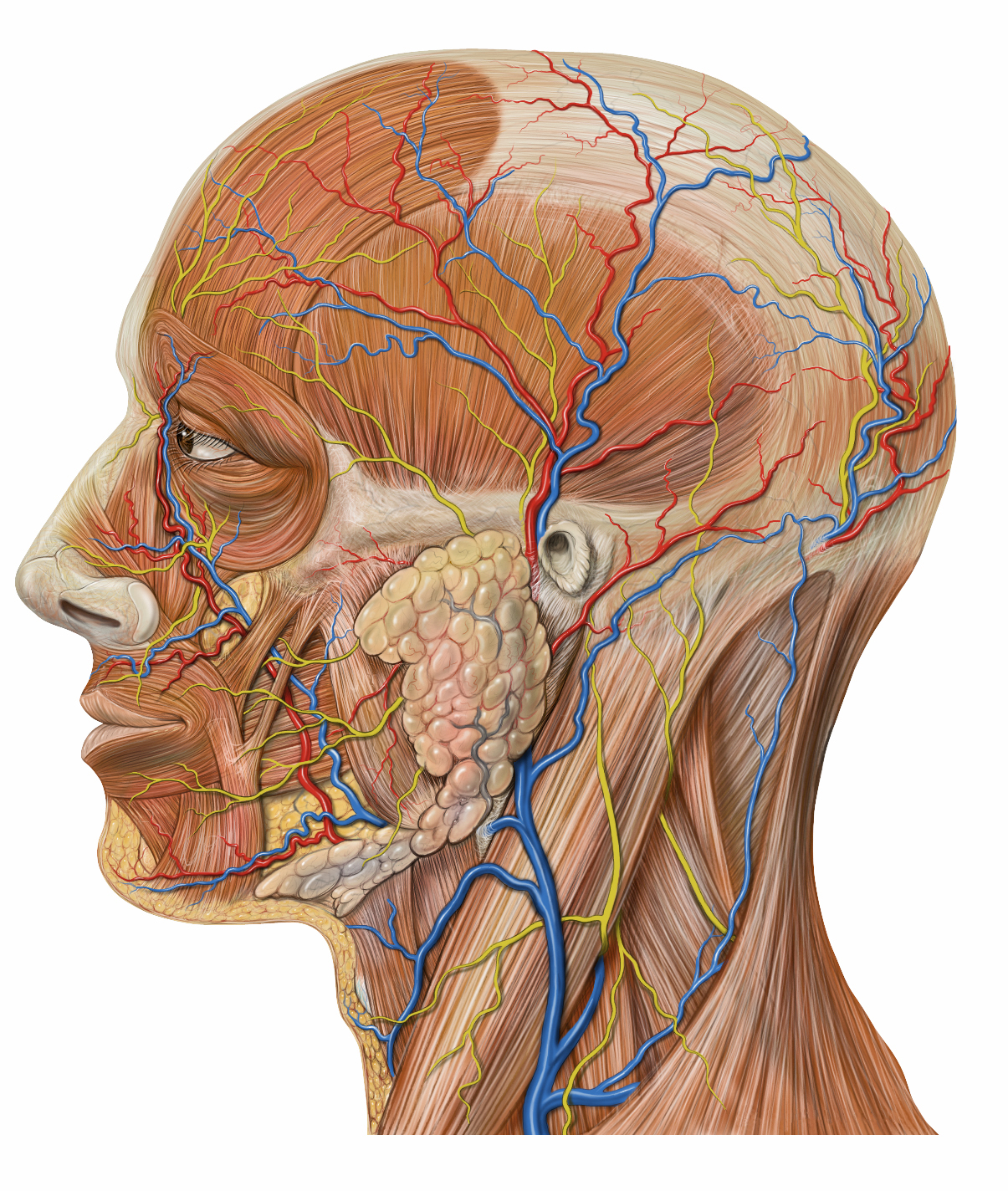
Đồ họa giải phẫu đầu và cổ chi tiết của một bên đầu người, nhìn thấy rõ động mạch cảnh ngoài, động mạch cảnh trong và các dây thần kinh của da đầu, mặt và bên cổ.

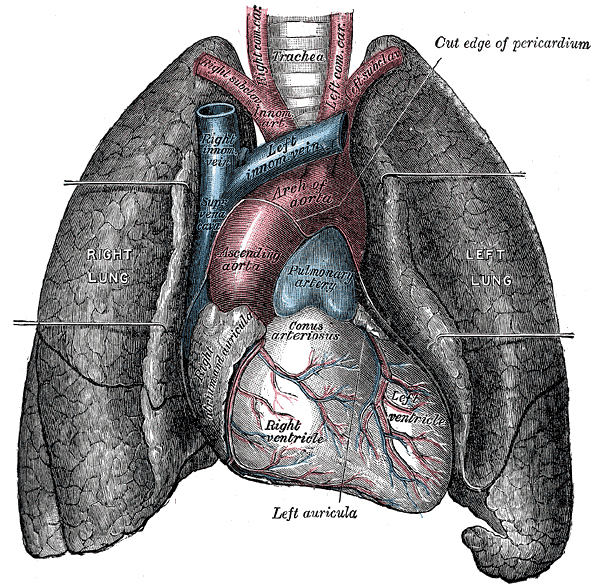
Giải phẫu tim và phổi của con người.

Giải phẫu học người là một nhánh của sinh học. Giải phẫu học người nghiên cứu toàn bộ cơ thể người ở mức độ trên tế bào như xương, cơ, hệ thần kinh, các cơ quan nội tạng... Giải phẫu học người nghiên cứu vị trí đặc điểm chức năng của xương, cơ, hệ thần kinh, cơ quan nội tạng.
Như nghiên cứu về xương thì sẽ được tìm hiểu về xương của chi trên, chi dưới, xương thân mình, xương sọ. Trên xương sẽ có các mấu, gờ cho cơ bám: có lỗ nhỏ cho dây thần kinh và mạch máu vào nuôi dưỡng. Hay trên nền xương sọ sẽ các lỗ cho tuỷ sống, cho các dây thần kinh sọ não, các động mạch, tĩnh mạch sọ não nuôi dưỡng não.
Còn khi nghiên cứu về cơ thì sẽ được tìm hiểu cơ của chi trên, cơ chi dưới, cơ thân mình, cơ bám da mặt. Thường hướng nghiên cứu là về tác dụng của cơ đó, nguyên uỷ và bám tận của cơ đó trên xương hay cả thần kinh chi phối cơ hay nhóm cơ đó.
Các cơ quan nội tạng được nghiên cứu là tim, phổi, các tạng của bộ máy tiêu hoá như gan, lách, dạ dày, tuỵ, tá tràng, ruột non, ruột già, các tạng của bộ máy tiết niệu như thận, niệu quản, bàng quang, niệu đạo và các tạng của bộ máy sinh dục như buồng trứng, tử cung, tinh hoàn, túi tinh. Phần này thường là phần khó khi nghiên cứu giẳi phẫu học người.
Phần thần kinh được nghiên cứu là thần kinh ngoại biên bao gồm các dây thần kinh chi phối cho các cơ vân và hệ thần kinh trung ương bao gồm não và tuỷ sống.
Giải phẫu học người là môn học rất thú vị. Giải phẫu là môn học cơ bản được học trong tất các trường y, các trường Mỹ thuật và các trường đào tạo thể dục thể thao... Giải phẫu học không chỉ có ích cho các sinh viên, nghiên cứu sinh trong các trường đại học y khoa mà còn có ích cho tất cả mọi người.